# Auweyida

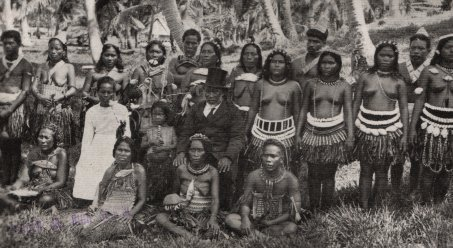
Auweyida und Eigamoiya inmitten ihrer Untertanen

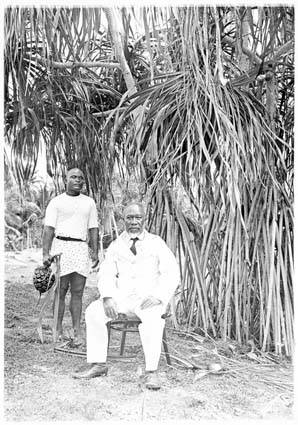
König Auweyida

Auweyida, auch Awiyeda, eingedeutscht Aweida (* vor 1850 in Boe; † 1921 beim Gabab-Kanal) war ein nauruischer König und der Ehemann von Eigamoiya. Er wurde als Häuptling von Boe zum König erkoren. Als König gab er Gesetze vor, die von den Häuptlingen legitimiert wurden. Bevor Nauru von Weißen unterworfen wurde, wurde es zuletzt von Auweyida regiert. Seit 1878 herrschten Bruderkriege zwischen den Stämmen des Nordens und Südens der Insel. Diese wurden durch seine Frau im Jahr 1888 beendet.
Auch als das Deutsche Reich Nauru eroberte und zu Deutsch-Neuguinea annektierte, konnte Auweyida seine Souveränität als König halten und blieb oberster Häuptling des nauruischen Volkes. Nach seinem Tod wurde die Inselregierung von einem Häuptlingsrat übernommen.